# Warren Bondo
Warren Bondo, né le 15 septembre 2003 à Évry-Courcouronnes (Essonne), est un footballeur franco-congolais (RDC) qui évolue au poste de milieu central à l'US Cremonese, en prêt de l'AC Milan.

## Carrière

### En club
Né à Évry-Courcouronnes en France, Warren Bondo commence le football à l'âge de 4 ans au VESC 91. Il joue ensuite dans plusieurs clubs comme l'AS Corbeil-Essonnes et l'ES Viry-Châtillon avant d'être repéré par l'AS Nancy-Lorraine alors qu'il évolue au CS Brétigny. Il rejoint le club lorrain en 2018 et alors qu'il est un temps convoité par le Paris Saint-Germain, il poursuit finalement sa formation à Nancy. Bondo signe son premier contrat professionnel avec Nancy le 14 août 2019, alors qu'il était notamment ciblé par le Liverpool FC et Manchester United. Ce contrat fait de lui le plus jeune joueur de l'ASNL à signer pro. Il est intégré à l'équipe première lors de l'été 2020 à seulement 16 ans.
Bondo fait sa première apparition en professionnel le 24 novembre 2020, lors d'un match de championnat face au Grenoble Foot 38. Il entre en jeu à la place de  Dorian Bertrand et se fait expulser quelques minutes plus tard. Son équipe s'incline par un but à zéro ce jour-là,.
Le 10 juin 2022, Bondo annonce sont départ de l'AS Nancy-Lorraine, ne prolongeant pas son contrat qui arrive à expiration, tandis que le club est relégué en national.
Le 28 juillet 2022, Warren Bondo s'engage librement avec l'AC Monza. Il signe un contrat courant jusqu'en juin 2025. Monza le prête en janvier 2023 à la Reggina qui évolue en Serie B.
Bondo fait son retour à Monza en vue de la saison 2023-2024. Il marque son premier but pour le club le 18 février 2024, lors d'une rencontre de Serie A face à l'AC Milan. Il entre en jeu et participe à la victoire de son équipe par quatre buts à deux.
En janvier 2025, il signe au Milan AC jusqu'en juin 2029.

### En sélection
Warren Bondo représente l'équipe de France des moins de 17 ans de 2019 à 2020, pour un total de six matchs joués.
Il figure dans la sélection française pour la Coupe du monde des moins de 20 ans 2023.